# 雷托魯環礁

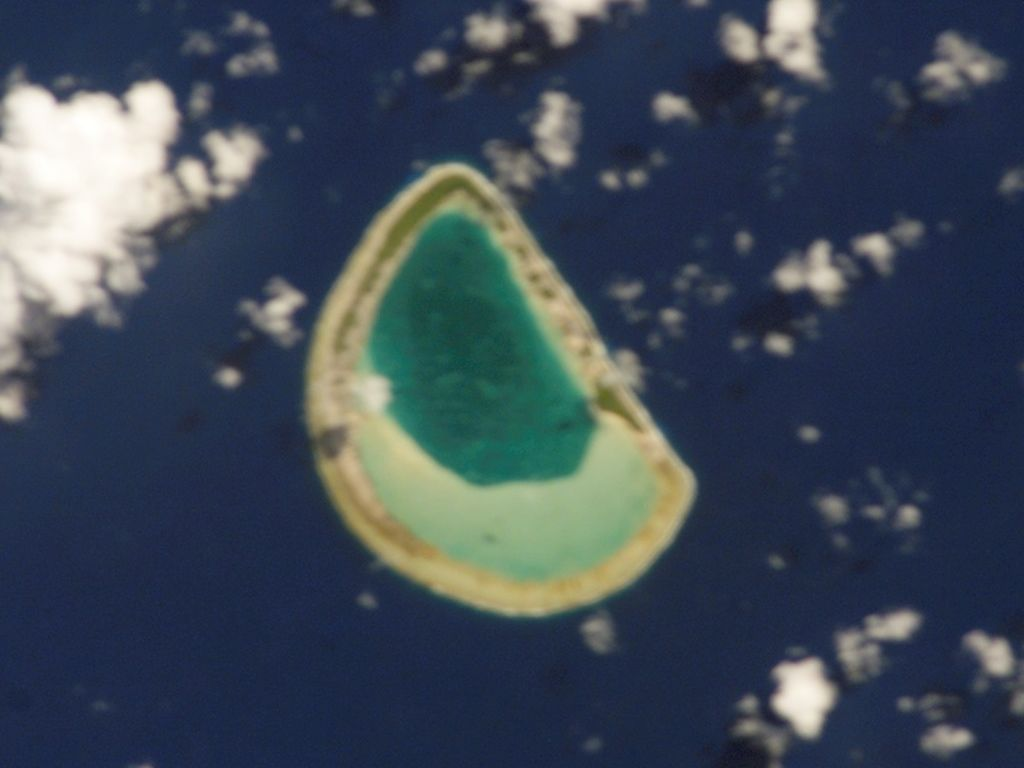
空拍畫面圖

雷托魯環礁（Reitoru），又称泰皮雷希环礁（Te Pirehi），是南太平洋法屬波利尼西亞的環礁，屬於土阿莫土群島的一部分，位於希庫埃魯環礁西南50公里，由希库埃鲁市镇管辖，土地面積1.4平方公里，潟湖面積0.6平方公里，島上無人居住。

## 外部連結
- Tuamotu Archipelago - Reitoru （页面存档备份，存于）
- Atoll names
- Atoll list (in French) （页面存档备份，存于）

17°51′19″S 143°04′47″W / 17.855251°S 143.079815°W